# Данило Ікодинович
Данило Ікодинович (4 жовтня 1976) — сербський ватерполіст.
Бронзовий медаліст Олімпійських Ігор 2000 року, срібний медаліст 2004 року.
.